# Universidad de Rochester
La Universidad de Rochester es una universidad privada localizada en Rochester, al norte de Nueva York. La universidad es miembro de la prestigiosa Asociación de Universidades Americanas. 
Fundada en 1850, la universidad oferta titulaciones de grado y postgrado en sus 6 facultades y escuelas:
- Facultad de Artes, Ciencias e Ingeniería (College of Arts, Sciences, and Engineering)
- Escuela de Música Eastman (Eastman School of Music)
- Escuela de Postgrado de Educación y Desarrollo Humano Margaret Warner  (Margaret Warner Graduate School of Education and Human Development)
- Escuela de Medicina y Odontología (School of Medicine and Dentistry)
- Escuela de Enfermería (School of Nursing)
- Escuela de Postgrado de Administración de Negocios William E. Simon (William E. Simon Graduate School of Business Administration)

La universidad ocupa el puesto número 33 del ranking nacional según el U.S. News & World Report y está entre las diez mejores de ratio profesor:alumno.